# 大果油麻藤
大果油麻藤（学名：Mucuna macrocarpa）为豆科黎豆属下的一个种。

## 扩展阅读
- 維基物種上的相關：大果油麻藤